# Le Pays bleu
Pour plus de détails, voir Fiche technique et Distribution.
Le Pays bleu est un film français réalisé par Jean-Charles Tacchella, sorti en 1977.

## Synopsis
Dans une vallée provençale, des citadins viennent s'établir pour cultiver une terre abandonnée. Afin de créer des liens amicaux entre tous les habitants du village, Louise organise un grand déjeuner champêtre. Mathias, le camionneur, lui vient en aide. Bientôt, ils s'aimeront mais en préservant leur indépendance. Mathias vend son camion et sa maison pour vivre dans un cabanon isolé et reprend son métier de cantonnier. Certains citadins, déçus, préfèreront quitter la région.

## Fiche technique
Sauf indication contraire, les informations mentionnées dans cette section peuvent être confirmées par la base de données cinématographiques Unifrance,  présente dans la section « Liens externes ».
- Titre original : Le Pays bleu
- Réalisateur : Jean-Charles Tacchella
- Assistant réalisateur : Rémy Duchemin
- Scénario : Jean-Charles Tacchella
- Photographie : Edmond Séchan
- Musique : Gérard Anfosso
- Son : Pierre Lenoir
- Décors : Henri Sonois
- Costumes : Marie-Françoise Pérochon
- Montage : Agnès Guillemot
- Producteur : Alain Poiré
- Directeur de production : Roger Morand, Robert Sussfeld
- Pays d'origine :  France
- Langue : français
- Format : couleur
- Genre : comédie
- Durée : 105 minutes
- Date de sortie :
  - France : 23 février 1977

## Distribution
- Brigitte Fossey : Louise Morand
- Jacques Serres : Mathias
- Ginette Garcin : Zoé
- Armand Meffre : Moïse
- Roger Crouzet : Fernand
- Ginette Mathieu (épouse de Jean-Charles Tacchella)[1] : Manon
- Albert Delpy : Armand, le gendre de Manon
- Pia Courcelle : Lucette, la fille de Manon
- Georges Lucas : Fouchard
- Henri Crémieux : Hector, le père de Mathias
- Anne Roudier : Thérèse, la mère de Mathias
- Théo Savon : Félicien
- Pierre Maguelon : Clovis
- Dora Doll : Mathilde, la femme de Clovis
- Dominique Malmejat : Joseph, un des fils de Clovis et Mathilde
- Pierre Londiche : Mercier
- Micheline Bourday : Vanessa, la femme de Mercier
- Jean Lescot : Théobald, le colporteur
- Serge Marzelle : le receveur des P.T.T.
- Gill Moutier : Mme Malitorne
- Jean-Yves Gautier : Mickey
- Noëlle Leiris : Sylvia
- Patricia Kessler : Peggy
- Gilberte Rivet : Nora Santini
- Christiane Azela : Charlotte
- Alain Janey : Jean-Marc
- Roger Souza : le coiffeur
- Jacky Kieki : Agathe, la femme du coiffeur
- Marie Garcin : la fille ainée du coiffeur
- Dominique Chapel : le fils du coiffeur
- Patricia Puche : la fille cadette du coiffeur
- Lucien Barjon : Geoffroy
- Jean Marco : le fils de Geoffroy
- Nadine Constant : la femme de Geoffroy
- Pierre Dios : Roger, le demi-frère de Mathias
- Monique Saintey : Janine, l'épouse de Roger
- Bruno Balp : le boulanger
- André Cassan : le boucher
- Marie Cecora : Suzy, la femme du boucher
- Francine Olivier : Sybille, l'épouse de Fernand
- Roland Eric : Guillaume
- Henri Villerouge : Santini
- Tim MacGlue : un américain
- Jean-Pierre Ducos : Noël, le marchand de produits bretons
- Maria Laborit : une cavalière
- Eugene Cambi : Blaise, le berger
- Maurice Hammon : le chauffeur du car
- Raoul Curet : l'ex-ami de Zoé
- Simone Chatelain : la vice-présidente du club 3e âge

## Production

### Tournage
Le film a été tourné du 27 septembre 1976 au 19 décembre 1976 à Apt et dans ses environs, dans le département de Vaucluse.